# Diecéze Auchi
Diecéze Auchi je římskokatolická diecéze nacházející se v Nigérii.

## Území
Zahrnuje místní oblasti státu Edo: Etsako West, Etsako Central, Etsako East, Owan West, Owan East a Akoko-Edo.
Biskupským sídlem je město Auchi, kde de nachází hlavní chrám, katedrála Neposkvrněného početí.

## Historie
Diecéze byla zřízena 6. listopadu 2002 bulou Omnium fidelium papeže Jana Pavla II. z části území arcidiecéze Benin City.

## Seznam biskupů
- Gabriel Ghiakhomo Dunia (od 2002)